# Никитин, Виктор Николаевич
Виктор Николаевич Никитин (15 ноября 1960, Москва — 30 сентября 2020, Воронеж) — русский писатель, драматург, редактор. Член Союза писателей России (2003)
.

## Биография
Окончил Воронежский инженерно-строительный институт (автодорожный факультет). Жил в Воронеже. Работал редактором прозы в журнале Подъём; с 2005 по 2015 годы был редактором отдела прозы портала «Русский переплёт».
Свой последний роман «Венгерская почта» автор так и не увидел напечатанным…
25 сентября 2020 года в Воронеже на 60-м году жизни попал в больницу с подозрением на Covid-19 и через 5 дней скончался. Юрист Станислав Власов, который был в одной палате с Виктором Никитиным, рассказал в социальной сети о том, как умирал писатель. Похоронен на Юго-западном кладбище города Воронежа.

## Творчество
Печатается с 1986 г. (юмористический рассказ «Умник» в воронежской газете «Молодой Коммунар»). Произведения публиковались в журналах «Подъём», «Москва», «Звезда», «Наш современник», «Октябрь», «Сибирские огни», «Русское эхо», «Врата Сибири», «Дон», «Север»,"Российская Федерация сегодня"; в газетах «Комсомольская правда», «Литературная газета», «Учительская газета», «Российский писатель», «Интерпол-Экспресс» и др. Автор рассказов, эссе, пьес («Открыто/Закрыто», 2004; «Viva Сталин!», 2006; «Выпивая с Чеховым», 2006; «У лошади копыта, у человека ноги», 2007; «Гибель среднего класса», 2008; «Жестокое разочарование после обеда», 2009; «Песни рабочего класса», 2011), романа.
Основная тема творчества — невозможность полнокровного присутствия традиционного человека в современном мире. В творчестве Виктора Никитина есть место «чёрному юмору» и мистике, иронии и сарказму, сатире и гротеску.
Роман «Исчезнут, как птицы» — сложное, многоплановое произведение о жизни «лишнего человека» в советскую эпоху, а затем в демократические рыночные времена, насыщенное аллюзиями и представляющее фантасмагорическую картину неустойчивого мира.

Автор далеко отошёл от традиционных форм создания романа, но он владеет ими, а самое главное — обладает тем, что многими современными романистами совершенно утеряно — романным мышлением.— А. Воронцов (2005)

### Избранные произведения
- Никитин В. Н. Исчезнут, как птицы : [роман]. — Воронеж: Центрально-Чернозёмное книжное издательство, 2007. — 397 с. — 500 экз. — ISBN 978-5-7458-1115-9.
- Два рассказа // Подъём (журн). — 1995. — № 1-2.
- Действительно (рассказы) // Русский переплёт. — 2002, 3 ноября.
- Другие двери // Русский переплёт. — 2001, 8 сентября.
- Жизнь в другую сторону (повесть) // Звезда. — 2011. — № 10.
- Игра с незнакомцем (рассказ) // Русский переплёт. — 2010, 27 сентября.
- Мёртвые жуки // Русский переплёт. — 2004, 15 апреля.
- Никто (повесть) // Подъём (журн). — 1996. — № 7.
- Освоение пространства : Повести и рассказы. — 2013 (план издания)[5].
- Пощёчина (рассказ) // Русский переплёт. — 2003, 21 сентября.
- Пушинка (рассказ) // Литературная газета. — 2011, 26 января.
- Серийный убийца; Одноклассница (рассказы) // Русский переплёт. — 2006, 19 марта.
- Федя Федёвкин (рассказ) // Русский переплёт. — 2005, 15 марта.
- Час распада (рассказ) // Русский переплёт. — 2004, 8 марта.
- Для тебя—2 : Сб. рассказов / Гражданский литературный форум России. — М.: Издательский дом «ПоРог», 2012—512 с. — 1000 экз. ISBN 978-5-902377-37-5
- Игра с незнакомцем: Рассказы. — Воронеж, Центр духовного возрождения Чернозёмного края, 2013—320 с. — 1000 экз. ISBN 978-5-91338-088-3
- Наше время. Антология современной литературы России. Том 4. — М.; «Издательство литературного института им. А. М. Горького»; М.: Издательство журнала «Юность»; Литературный фонд «Дорога жизни», 2013. — 560 с. — 2000 экз. ISBN 978-5-7060-0144-5
- Современная воронежская проза — Воронеж: ГБУК ВО "Журнал «Подъём», 2015. — 704 с. — ISBN 978-5-9906964-5-7
- Жизнь в другую сторону. — Тамбов: ООО «ТПС», 2017. — 420 с. — ISBN 978-5-9500762-2-0
- Чужая жизнь (рассказ) // Роман-газета. — 2021— № 13.
- Венгерская почта : [роман]. — Воронеж: Воронежская областная типография, 2021. — 480 с. — ISBN 978-5-4420-0894-4

## Отзывы критиков
- Андрей Воронцов. Поступь молодых // Гудок : газета. — 2004, 3 марта.
- Андрей Воронцов. Обновление имен // Наш современник : журнал. — 2005. — № 3.
- Ермаков Д. Юрий Гостев и балалайка // Москва : журнал. — 2008. — № 3.
- Вячеслав Лютый. Я — живой : [Предисловие к роману В. Никитина «Исчезнут, как птицы»] // Подъём (журнал). — 2004. — № 8.
- Олег Павлов. Новые лица русской прозы // Москва : журнал. — 2002. — № 6.
- Таранова Ю. Легендарный вентилятор, или Обломов советской эпохи // Независимая газета : газета. — 2007, 29 ноября.
- Владимир Варава. «Счастливые люди» // Подъём (журнал). — 2014. — № 11.
- Мазуренко О. Увидеть свою историю // Подъём (журнал). — 2017. — № 12.
- Вячеслав Лютый. Песочные часы // Мысли (журнал). — 2021.

## Награды и признание
- премия портала «Русский переплёт» — за лучший рассказ, опубликованный в 2001 году
- премии журнала «Подъём» — за произведения, опубликованные в 2001—2002 годах
- премия «Русский переплет» (2005) — за роман «Исчезнут, как птицы»
- премия «Русская речь» журнала «Подъём» (2003) — за рассказы, опубликованные в журнале в 2001—2003 гг.
- премия «Русский переплёт» (2011) — за пьесу «Песни рабочего класса».
- премия «Родная речь» (2013) — за лучшую прозу 2012 года (повесть «Жизнь в другую сторону» и рассказ «Дом с зелеными балконами»).
- премия «Кольцовский край» (2016) — за публицистику.
- премия «Кольцовский край» (2017) — за прозу (рассказ «Богоматерь всех спящих»).
- премия «Кольцовский край» (2018) — за книгу «Жизнь в другую сторону».